# Max von Thun
Max von Thun, właściwie Maximilian Romedio Johann-Ernst Thun-Hohenstein (ur. 21 lutego 1977 w Monachium) – niemiecki aktor filmowy i telewizyjny, prezenter i muzyk.

## Życiorys

### Wczesne lata
Pochodzi z arystokratycznego rodu Thun i Hohenstein. Urodził się w Monachium jako syn Gabriele (z domu Bleyler; ur. 1941 w Fürstenfeld) i austriackiego aktora Friedricha von Thuna. Jego siostra Gioia von Thun (ur. 16 kwietnia 1974; właściwie Katharina Thun-Hohenstein) podjęła pracę jako producent filmowy.

### Kariera
W połowie lat 90. rozpoczął karierę sceniczną grając w spektaklach teatralnych w Anglii. Występował potem w różnych serialach i filmach telewizyjnych, takich jak Hitler: Narodziny zła (Hitler – Aufstieg des Bösen, 2003) czy Tatort (2010, 2011).
W sezonie 2008/2009 był członkiem jury w programie telewizji RTL pt. Deutschland sucht den Superstar. Opuścił show po pierwszym castingu z powodu konfliktu z przewodniczącym jury Dieterem Bohlenem.
Był prezenterem MTV i prowadził audycję Clubmax i MTV Kitchen. Występował również jako piosenkarz i gitarzysta zespołu 77. Nazwa zespołu pochodzi od skrótu jego roku urodzenia. 1 czerwca 2007 roku nakładem wydawnictwa Sony BMG ukazał się pierwszy album Greatest Hits, Vol. 1.

## Wybrana filmografia

### Filmy fabularne
- 1996: Lamorte (TV) jako Georg, syn
- 1999: Mit fünfzig küssen Männer anders (TV) jako Anthony
- 2002: Andreas Hofer – Die Freiheit des Adlers jako Kronprinz Ludwig
- 2003: Hitler: Narodziny zła (Hitler – Aufstieg des Bösen) jako dziennikarz w Monachium
- 2004: Mädchen, Mädchen 2 – Loft oder Liebe jako Johan
- 2006: Arcyksiążę Rudolf (Kronprinz Rudolfs letzte Liebe, TV) jako Rudolf Habsburg-Lotaryński
- 2007: Ucieczka (Die Flucht, TV) jako Ferdinand Graf Gernstorff
- 2007: Tajemnica skarbu Troi (Der Geheimnisvolle Schatz von Troja, TV) jako Theo
- 2008: Pizza und Marmelade jako Florian Herzog
- 2008: Przepowiednia końca (Das Papstattentat, TV) jako Frank Dabrock
- 2009: Anioł szuka miłości (Engel sucht Liebe, TV) jako Uriel
- 2009: Wirus apokalipsy (Ein Sommer in Long Island, TV) jako Benjamin "Ben" Goldman
- 2010: Złodziej nad złodziejami (Der Meisterdieb, TV) jako złodziej Robert
- 2010: Nigdy nie wierz szefowi (Trau' niemals deinem Chef, TV) jako Raphael Bluhm
- 2011: Der Sommer der Gaukler jako Emanuel Schikaneder
- 2011: Kocur czy kociak? (Rubbeldiekatz) jako Thomas Henning
- 2011: Nie całuj pilota w buszu (Buschpiloten küsst man nicht) jako Paul Freytag
- 2013: Mąż potrzebny od zaraz (Einmal Hans mit scharfer Soße, TV) jako Gero
- 2014: Die Fremde und das Dorf jako Franz
- 2015: Traumfrauen jako Constantin
- 2016: Gut zu Vögeln jako Jacob
- 2017: Für Emma und ewig jako Thomas
- 2017: Gdy kobiety odchodzą (Wenn Frauen ausziehen, TV) jako Max
- 2017: Treibjagd im Dorf jako Franz Wolf

### Seriale TV
- 2000–2003: Bei aller Liebe
- 2003: SOKO Kitzbühel – odc. Farben des Todes jako Picasso
- 2004–2006: Zwei am großen See jako Felix Stürtzel
- 2005: SOKO Leipzig – odc. Vaterliebe jako Lukas Reichelt
- 2007: Włócznia przeznaczenia (La lance de la destinée) jako Erick Engel
- 2010: Tatort – odc. Die Unmöglichkeit, sich den Tod vorzustellen jako Hanns Helge
- 2011: Tatort – odc. Lohn der Arbeit jako Hubert Kogl
- 2013: Anna Karenina jako Levin